# Malženice
Malženice (in ungherese Maniga) è un comune della Slovacchia facente parte del distretto di Trnava, nella regione omonima.